# International Federation of Sleddog Sports
La International Federation of Sleddog Sports (IFSS) è la federazione sportiva internazionale, membro di SportAccord, che governa lo sport della corsa con i cani da slitta.
In Italia è rappresentata dalla Federazione Italiana Musher Sleddog Sport - FIMSS dal 2004 e dal 2025 assieme alla Federazione Italiana discipline armi Sportive e Cinofilia sportiva - FIDASC.